# Себастьєн Карон
Себастьєн Карон (фр. Sébastien Caron; 25 червня 1980, м. Амкі, Канада) — канадський хокеїст, воротар. Виступає за «Ізерлон Рустерс» у Німецькій хокейній лізі.
Виступав за «Рімускі Оушеанік» (QMJHL), «Вілкс-Барре/Скрентон Пінгвінс» (АХЛ), «Піттсбург Пінгвінс», «Норфолк Адміралс» (АХЛ), «Портленд Пайретс» (АХЛ), «Чикаго Блекгокс», «Анагайм Дакс», ХК «Фрібур-Готтерон», «Трактор» (Челябінськ), ХК «Лугано».
В чемпіонатах НХЛ — 92 матчів (1 передача).